# Galbraith Mountain
Galbraith Mountain ist der Trivialname für den North Lookout Mountain, zwischen den Gemeinden Sudden Valley und Bellingham im Whatcom County im US-Bundesstaat Washington gelegen. Der Galbraith Mountain hat zwei Hauptgipfel, welche 1.365 ft (416 m) bzw. 1.785 ft (544 m) hoch sind. Obwohl sie nicht einmal die höchsten Erhebungen am Lookout Mountain sind, sind sie im gesamten westlichen Whatcom County präsent. Zum Berg gibt es viele Zugänge; die beliebtesten sind über die Birch Street, einer Nebenstraße des Lakeway Drive in Bellingham, von Norden und über die Galbraith Lane, einer Nebenstraße des Samish Way in Lakeway, von Süden zu erreichen.
Auf dem Galbraith Mountain gibt es vier Sendemasten für den Rundfunk, drei davon auf dem Gipfel und einer etwa 100 ft (30 m) unterhalb. An den Berghängen wird Holzeinschlag betrieben, der Sichtachsen von den Wanderwegen, die das Gebiet kreuz und quer durchziehen, eröffnet hat. Die Firma Trillium und die Whatcom Independent Mountain Pedalers (WHIMPs) installierten mehrere Kioske und Kunstwerke im Gebiet, darunter einen Reparaturservice für Fahrräder.